# Heodes punctifera
Heodes punctifera är en fjärilsart som beskrevs av Courvoisier 1911. Heodes punctifera ingår i släktet Heodes och familjen juvelvingar. Inga underarter finns listade i Catalogue of Life.